# Legge 10 dicembre 2014, n. 183
La legge 10 dicembre 2014, n. 183 è una legge della Repubblica Italiana in materia di mercato del lavoro e ammortizzatori sociali.
Si tratta di una legge delega che rappresenta la parte principale del Jobs Act, la riforma proposta dal governo Renzi.

## Storia
La legge viene approvata dalla maggioranza che sostiene il Governo Renzi, alla Camera dei deputati il 25 novembre 2014 e al Senato (con voto di fiducia) il successivo 3 dicembre.
In fase di discussione della legge ci sono stati confronti accesi sia in Parlamento (con la minoranza del Partito Democratico), sia con la CGIL, che ha duramente attaccato il governo e ha organizzato uno sciopero generale insieme alla UIL per il 12 dicembre, protestando in particolare per le modifiche all'articolo 18 dello statuto dei lavoratori, promulgato nel 1970.
La minoranza del PD ha infine votato sì alla legge, in seguito ad alcune modifiche recepite rispetto al testo iniziale, tranne il senatore Corradino Mineo che ha confermato il suo voto contrario.

## Iter di approvazione
L'iter di approvazione della legge è stato lungo e travagliato. Di seguito i vari passaggi.
- 12 marzo 2014 - Il Consiglio dei Ministri vara il disegno di legge.
- 9 ottobre 2014 - Il Senato approva il disegno di legge con 165 sì, 111 no e 2 astenuti;
- 25 novembre 2014 - La Camera approva, con modificazioni, il disegno di legge con 316 sì, 6 no e 5 astenuti.
- 3 dicembre 2014- Il Senato approva in via definitiva il disegno di legge con 166 sì, 112 no e 1 astenuto.
- 10 dicembre 2014 - Il Presidente della Repubblica Giorgio Napolitano firma la legge.

## Contenuto
Le caratteristiche principali della legge e dei suoi decreti attuativi sono:
- introduzione di un contratto unico a tempo indeterminato a tutele crescenti in base all'anzianità di servizio (valido per le nuove assunzioni) e riduzione di altre forme contrattuali come i cosiddetti "co.co.pro.";
- eliminazione della cassa integrazione nei casi in cui l'azienda venga chiusa definitivamente;
- modifiche all'articolo 18 per i licenziamenti illegittimi, prevedendo un rimborso economico crescente in base all'anzianità;
- possibilità di riorganizzare le mansioni all'interno di un'azienda, per tutelare i posti di lavoro;
- possibilità di utilizzare telecamere per eseguire controlli a distanza delle attività produttive, ma solo sui macchinari;
- introduzione di nuove forme e criteri di sostegno al reddito:
  - Nuova Assicurazione Sociale per l'Impiego (NASpI), avente la funzione di fornire una tutela di sostegno al reddito ai lavoratori con rapporto di lavoro subordinato che abbiano perduto involontariamente la propria occupazione, sostitutiva dell'ASpI (Assicurazione sociale per l'impiego) e della mini-ASpI introdotte dalla legge Fornero;
  - Assegno Sociale di Disoccupazione (ASDi) come forma di sostegno al reddito a ex percettori della NASpI che ancora non abbiano trovato lavoro;
  - Indennità di disoccupazione per i lavoratori con rapporto di collaborazione coordinata e continuativa e a progetto (DIS-COLL) come nuovo sussidio di disoccupazione;
- istituzione di un'Agenzia nazionale per l'occupazione, che gestisce i centri per l'impiego e l'erogazione dell'Aspi;
- estensione dell'indennità di maternità anche alle lavoratrici parasubordinate e alle donne lavoratrici autonome che hanno figli disabili non autosufficienti;
- riforma degli ammortizzatori sociali.